# Leo Baeck College

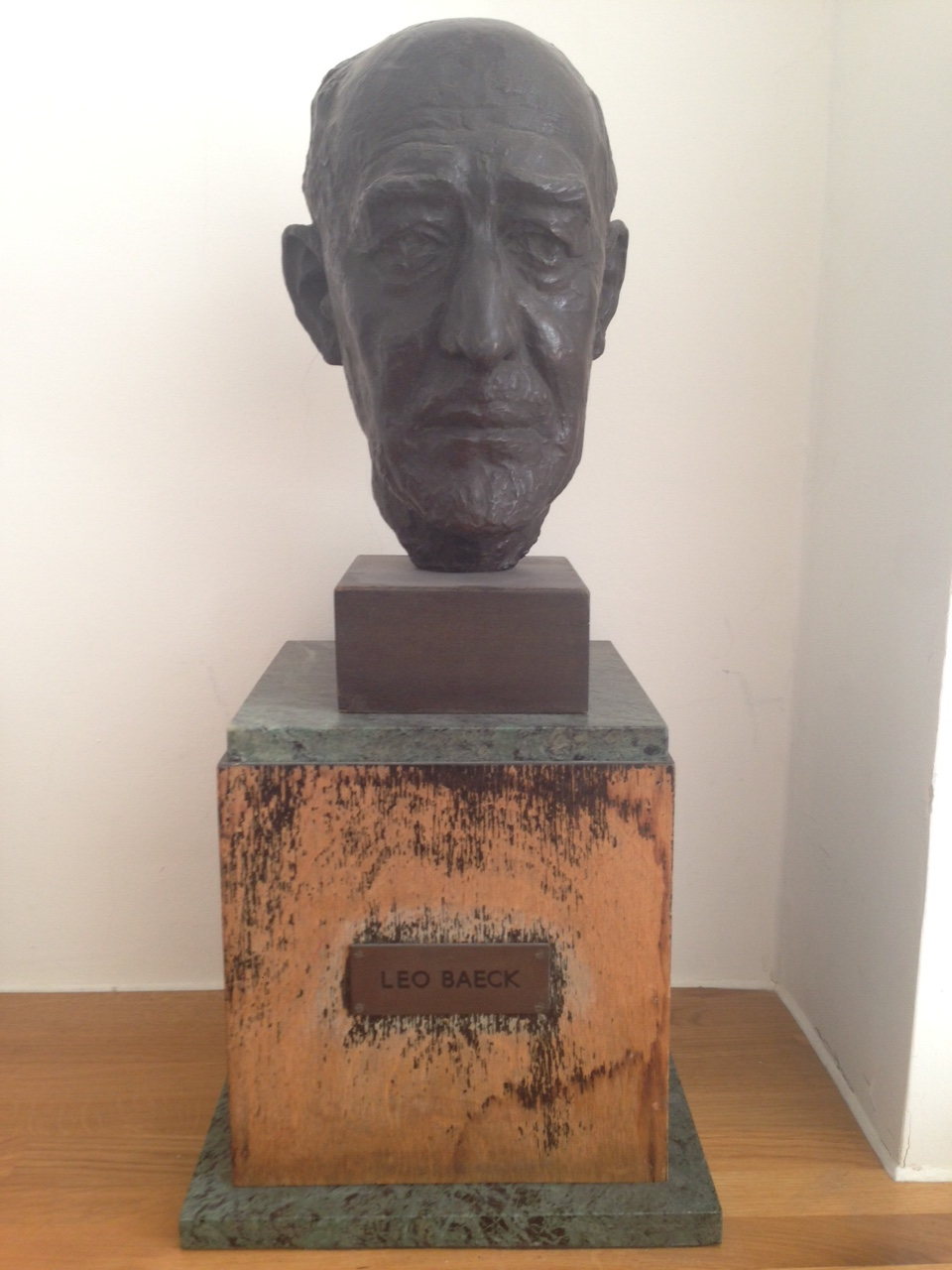
Buste de Leo Baeck à la Wiener Library pour l'étude de la Shoah et du génocide à Londres.

Le Leo Baeck College est un séminaire rabbinique libéral situé à Londres, dans le borough de Barnet. Il est fondé par le rabbin Werner van der Zyl en 1956 et est parrainé par le Movement for Reform Judaism, Liberal Judaism et le United Jewish Israel Appeal. 
Les ordinations rabbiniques du Leo Baeck College sont reconnues dans le monde entier par les mouvements libéral, réformiste et massorti. Le Collège Leo Baeck a également été le premier à former des rabbins au service des communautés juives de l'ex-Union soviétique  et a été à l'avant-garde du dialogue judéo-chrétien-musulman pendant des décennies. Le Leo Baeck College forme également des enseignants, fournit un conseil pédagogique pour les écoles religieuses, soutient le développement des leaders communautaires et donne accès à l'apprentissage juif pour tous par le biais du travail interconfessionnel. 

## Histoire
Avant la fondation du Leo Baeck College, il n'existait pas d'institution de formation pour les rabbins libéraux en Grande-Bretagne. Tous les ministres avaient reçu leur formation aux États-Unis ou étaient diplômés du Jews' College de Londres, de courant orthodoxe. Le Collège est fondé en 1956 sous le nom de Jewish Theological College of London pour la formation de rabbins libéraux. Il est considéré comme le successeur de la Hochschule für die Wissenschaft des Judentums  à Berlin et du Jewish Theological Seminary of Breslau,.  Il est rebaptisé Leo Baeck College peu de temps après, à la suggestion de van der Zyl  en l'honneur de son professeur, le Dr Leo Baeck, rabbin libéral allemand du XXe siècle. 
Le Collège est à l'origine hébergé à la West London Synagogue. Il déménage en 1981 dans de plus grands locaux au Manor House (Sternberg Center) à North Finchley, avec d'autres institutions au sein du mouvement progressiste. Son département de formation des enseignants s’élargit. En 2001, il est intégré à l'ancien Collège Leo Baeck pour devenir Collège Leo Baeck - Centre d'éducation juive (LBC-CJE).  
Les deux premiers étudiants du Collège sont Lionel Blue et Michael Leigh, Des étudiantes sont admises dès la fondation, bien qu'aucune ne soit diplômée rabbin jusqu'à Jacqueline Tabick en 1975 ,
Parmi les anciens élèves notables de Leo Baeck figurent le rabbin Dr Tony Bayfield, la rabbine Pauline Bebe, première femme rabbin à exercer en France,, le rabbin Harry Jacobi ; le rabbin Maurice Michaels, aumônier juif aux Jeux Olympiques de Londres 2012, la rabbine Julia Neuberger ;  le rabbin Dr Jonathan Romain ; la rabbine Elizabeth Tikvah Sarah ;  la rabbine Sybil Sheridan ;  le rabbi Jackie Tabick,  la première rabbine formée au Royaume-Uni ; la rabbine Alexandra Wright, et la rabbine Iris Ferreira, première femme ordonnée en France en 2021.  
La bibliothèque du Collège compte 60 000 livres, dont des dons de livres de l'ancienne bibliothèque Hochschule et de nombreuses éditions rares.  